# الباداریا
الباداریا (به لاتین: Albadaria) یک منطقهٔ مسکونی در گینه است که در Faranah Region واقع شده‌است.